# Jean-Jacques De Geer (1863–1949)
Jean-Jacques Gerard De Geer af Finspång, född den 28 oktober 1863 på Stjärnholm, Sankt Nicolai församling, Södermanlands län, död den 7 november 1949 i Stockholm, var en svensk friherre, jurist och hovman. 

## Biografi
De Geer avlade kansliexamen i Uppsala 1891 och hovrättsexamen 1894. Han genomförde tingstjänstgöring 1895–1899. De Geer blev kammarherre hos kronprinsessan 1904, hos henne som drottning 1908 och förste kammarherre hos drottningen 1928. Han blev arkivarie i survivans vid Kunglig Majestäts orden 1913 och arkivarie där 1920. De Geer blev riddare av Vasaorden 1908 och av Nordstjärneorden 1913 samt kommendör av andra klassen av sistnämnda orden 1921 och kommendör av första klassen 1930. 